# Muli-Pfeifhase
Der Muli-Pfeifhase (Ochotona muliensis) ist eine Säugetierart aus der Familie der Pfeifhasen innerhalb der Hasenartigen. Ihr Verbreitungsgebiet ist auf ein Gebiet in der Provinz Sichuan in China beschränkt.

## Merkmale
Der Muli-Pfeifhase ist ein großer Pfeifhase mit einer Körperlänge um 22 Zentimetern. Er ist leicht rostrot gefärbt, die Rückseite der Ohren ist kastanienbraun bis gelb-orange. Von Ochotona gloveri, als dessen Unterart er ursprünglich beschrieben wurde, unterscheidet er sich nur durch einige Merkmale des Schädels, vor allem das Fehlen einer Fensterung im Stirnbein.

## Verbreitung

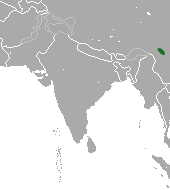
Verbreitungsgebiet des Muli-Pfeifhasen

Der Muli-Pfeifhase ist endemisch in der Volksrepublik China. Die Art ist nur aus einem Gebiet im westlichen Teil der Provinz Sichuan bekannt. Dort lebt sie in Höhen bis 3600 Meter.

## Lebensweise
Über die Lebensweise dieses Pfeifhasen liegen keine Informationen vor. Wahrscheinlich lebt er ähnlich wie andere Pfeifhasen Chinas und ernährt sich generalistisch von Pflanzen. Als Lebensraum nutzt er Dickichte und Steppen, während der nahe verwandte Glover-Pfeifhase (O. gloveri) Geröllflächen besiedelt.

## Systematik
Der Muli-Pfeifhase wurde als eigenständige Art den Pfeifhasen (Gattung Ochotona) und der Untergattung Conothoa zugeordnet, Unterarten sind nicht bekannt.
Die wissenschaftliche Erstbeschreibung erfolgte durch Pen & Feng im Jahr 1962, die den Muli-Pfeifhasen als Unterart des Glover-Pfeifhasen (O. gloveri) betrachteten. 1985 wurde er jedoch durch Feng und Zheng sowie 2001 durch Niu et al. als eigenständige Art betrachtet, da er sich vom Glover-Pfeifhasen durch mehrere Schädelmerkmale sowie durch einen anderen Lebensraum unterscheidet. Andrei Alexandrowitsch Lissowski betrachtet ihn jedoch in seiner taxonomischen Überarbeitung der Gattung 2013 und im Handbook of the Mammals of the World nicht als eigenständige Art und beschreibt ihn als Synonym und provisorische Unterart des Glover-Pfeifhasen (Ochotona gloveri).

## Gefährdung und Schutz
Eine Gefährdungseinschätzung durch die International Union for Conservation of Nature and Natural Resources (IUCN) erfolgt aufgrund der wenigen verfügbaren Daten nicht, die Art wird entsprechend in die Gruppe „data deficient“ eingeordnet. Es existieren nur wenige Museumsexemplare der Art und in der Wildnis wurden seit 40 Jahren keine Tiere mehr beobachtet.

## Belege
1. 1 2 3  Don E. Wilson & DeeAnn M. Reeder (Hrsg.): Ochotona muliensis (Memento des Originals vom 25. März 2016 im Internet Archive)  Info: Der Archivlink wurde automatisch eingesetzt und noch nicht geprüft. Bitte prüfe Original- und Archivlink gemäß Anleitung und entferne dann diesen Hinweis. in Mammal Species of the World. A Taxonomic and Geographic Reference (3rd ed).
2. 1 2 3 4  Joseph A. Chapman, John E. C. Flux (Hrsg.): Rabbits, Hares and Pikas. Status Survey and Conservation Action Plan. (PDF; 11,3 MB) International Union for Conservation of Nature and Natural Resources (IUCN), Gland 1990; S. 40. ISBN 2-8317-0019-1.
3. 1 2 3 4  Ochotona muliensis in der Roten Liste gefährdeter Arten der IUCN 2011. Eingestellt von: A. T. Smith, C. H. Johnston, 2008. Abgerufen am 11. Juli 2012.
4. ↑  Andrey A. Lissovsky: Taxonomic revision of pikas Ochotona (Lagomorpha, Mammalia) at the species level. Mammalia 78 (2), 2013; S. 199–216. doi:10.1515/mammalia-2012-0134
5. ↑  A.A. Lissovsky: Glover's Pika - Ochotona gloveri. In: Don E. Wilson, T.E. Lacher, Jr., Russell A. Mittermeier (Herausgeber): Handbook of the Mammals of the World: Lagomorphs and Rodents 1. (HMW, Band 6), Lynx Edicions, Barcelona 2016; S. 60. ISBN 978-84-941892-3-4